# Kristologija
Kristologija (grč. Χριστος = Pomazanik, onaj koji je primio pomazanje) je kršćanski nauk o božanskoj i ljudskoj naravi Isusa Krista. Učenje je uspostavljeno na ekumenskim saborima sintezom novozavjetnih učenja i bizantske patrističke teologije.
Isus Krist, Sin Božji i Riječ Božja, druga je osoba Presvetog Trojstva, o kome Nicejsko-carigradsko vjerovanje kaže: "Rođenog od Oca prije svih vjekova. Boga od Boga, svjetlo od svjetla, pravoga Boga od pravoga Boga. Rođena, ne stvorena, istobitna s Ocem itd.". Ovo ispovijedanje vjere, nastalo je na Prvom nicejskom i Prvom carigradskog saboru koji, nasuprot arijanskom krivovjerju svjedoči Isusovu istobitnost s Ocem. To je pojašnjeno na sljedećim ekumenskim saborima, koji su se suočili s raznim krivovjerjima, što su se pojavili poslije Nicejskog sabora, a koji su poricali bilo jednu od dvije Isusove naravi: božansku ili ljudsku, bilo stvarnost ljudske volje u osobi Sina.
Kalcedonski sabor usvojio je dogmu po kojoj Isus Krist jest pravi Bog i pravi čovjek, istobitan s vječnim Bogom Ocem i nevidljiv po božanskoj prirodi, a istobitan nama po ljudskoj naravi - pri čemu su dvije naravi: božanska i ljudska, savršeno i tajanstveno sjedinjene. Treći carigradski sabor potvrdio je, da Sin Božji ima dvije prirodne volje i energije, jednu stvorenu i drugu nestvorenu, sjedinjene nerazdjeljivo u jedinstvenom subjektu Logosa.
Kristološka dogma temelji se na novozavjetnim istinama koje potvrđuju ujedno božanstvo i povijesnu egzistenciju "Čovjeka Krista-Isusa" (1 Tim 2,5). Ta svjedočenja priznaju ne samo povijesnu stvarnost zemaljske egzistencije i aktivnosti "Isusa Nazarećanina" (Dj 2,22), nego i identičnost između Sina Božjega i Isusa iz Nazareta, jer "On je Sin Božji" (Dj 9,20).

## Definicija i pojmovlje kristologije[1]
Kristologija (grč. Hristόs i logos) je govor ili nauk o Kristu, koji pokušava odgovoriti na pitanje: Tko je Isus Krist? Njezin konstitutivni element jest vjera, jer se unutar nje taj govor odvija.
Krist (grč. Hristόs, lat. Christus, hebr. Mašiah; Pomazanik Božji) je naslov koji kršćani koriste kao svojevrsni izraz vjere u povijesnog Isusa iz Nazareta, za kojeg vjeruju da je utjelovljeni Sin Božji i Spasitelj. Krist dakle nije Isusovo prezime, nego ispovijest vjere, a Isus mu je vlastito ime koje znači „Gospodin spašava“ (u hebrejskom mentalitetu ime je oznaka nečije funkcije ili uloge).
Kristologija se razlikuje od mesijanologije (govora o mesiji), koja Isusa smatra jednim od mnogih propovjednika oslobođenja i spasenja. Isto tako, ona se razlikuje i od isusologije (govora o povijesnom Isusu), koja smatra da nema kontinuiteta između povijesnoga (zemaljskoga) Isusa i Krista vjere, tj. Isusa i Krista promatra kao da bi se radilo o dvije različite osobe.
Ozbiljno teološko istraživanje o Isusu Kristu nije moguće bez uzimanja u obzir povijesno-kulturalnog i životnog prostora (Sitz im Leben). Kristologija ide za time da dublje zahvati u vjeru u Isusa Krista, a namjere su joj osobna izgradnja pojedinca i stvaranje kvalitetnih argumenata za obrazlaganje vlastite vjere.
Kristologija je središnja tema i temelj teologije, govora o onome Bogu koji se očitovao u Isusu Kristu i o vjeri u njega kao utjelovljenog Sina Božjeg i Spasitelja. U središtu kršćanstva, prema tome, ne nalazi se ni knjiga ni nekakva apstraktna ideja, već živa osoba Isusa Krista, o kojem se govori i svjedoči u Novom zavjetu. Taj Isus Krist jest jedinstvena i konačna objava Boga, ali i čovjeka – otkriva se prava Božja narav i prava ljudska narav, put k Ocu i put prema spasenju. On je prava slika Boga i ujedno i pravi „model čovjeka“.

### Kristologija i soteriologija[1]
U tradicionalnoj kristologiji razlikuje se između dva pojma, između kristologije i soteriologije. Kristologija se pita: Tko je Isus Krist?, a soteriologija se, s druge strane, pita: Što je Isus Krist učinio i koje značenje on ima za nas? Dok kristologija sustavno razmišlja o osobi Isusa Krista, soteriologija se bavi njegovim otkupiteljskim djelom. Radi se zapravo o klasičnoj podjeli kristološkoga traktata na: De Verbo incarnato (O utjelovljenoj Riječi) i De Christo Redemptore (O Kristu Otkupitelju). No danas se ovakva podjela sve više izbjegava i nastoji se gledati na jedinstvo između otajstva Utjelovljenja i Otkupljenja Isusa Krista, jedinstvo njegove osobe i njegova otkupiteljskoga djela. Kristologija, prema tome, jest bitno soteriološka, a soteriologija pak kristološka odnosno, ta dva govora se prožimaju i nadopunjuju. 

## Kristološke metode[1]
Svaka znanost smatra se znanošću ako posjeduje i koristi vlastitu metodu. Stvarnost Isusa Krista izvanredno je bogata i kompleksna te za promišljanje te stvarnosti kristologija posjeduje različite metode.
Tri su temeljna smjera/metode: 
1. Kristologija odozgo (deduktivna metoda)
2. Kristologija odozdo (induktivna metoda)
3. Kristologija iznutra

Kristologija odozgo ili deduktivna metoda je najtočnija i najrigoroznija, ali je istovremeno i najmanje plodonosna zbog svoje apstraktnosti. Konkretnija i plodonosnija metoda je metoda odozdo (induktivna metoda).
Tradicionalna kristologija služila se gotovo isključivo metodom odozgo čije je glavno pitanje bilo: Tko je Isus Krist? Ipak, postmoderna je usmjerena antropocentrizmu i egzistencijalizmu zbog čega se rađaju noviji načini razmišljanja o Bogu, čovjeku, vjeri. Otajstva kršćanske vjere trebalo je predstaviti na nov način kako bi bila povezna s konkretnom poviješću i konkretnim čovjekom. Krostologiji odozgo prigovaralo se da je u svojoj apstraktnosti skrila lice Isusa Krista i odvojila ga od ljudskog iskustva. Smatralo se da takav apstraktan govor ne može dirnuti suvremenog čovjeka.
Šezdesetih godina dvadesetoga stoljeća počinje se rađati metoda odozdo u kojoj se naglašavalo konkretno čovještvo i konkretna povijest Isusa Krista, a glavno pitanje postaje: Tko je Isus Krist za mene? Razlog tomu je bio lakši pronalazak poveznice za dijalog sa sekulariziranom i antropocentričnom kulturom. Tenove tendencije nisu negativne, no to mogu postati ako vode do jednostranog tmačenja osobe Isusa Krista.

### Kristologija odozgo (deduktivna metoda)
Kristologija odozgo polazi od vjere u trojedinoga Boga. Polazište je postpashalna vjera u Isusa kao Krista – on je Sin Božji, preegzistentna Riječ Božja, jedinorođenac, utjelovio se, postao čovjekom, otkupio i spasio svijet. Dakle, temeljna kategorija ove metode je utjelovljenje Riječi/Sina Božjega shvaćeno kao silazak u povijest. Ovo kristološko razmišljanje ide silaznom putanjom polazeći od preegzistentnog Sina Božjega koji u vremenu postaje čovjekom.
Tradicionalna kristologija, od patristike nadalje služila se ovom metodom što je razumljivo kad se uzmu u obzir krivovjerja koja su tada bila u velikom broju prisutna – išlo se za time da se pokaže da Spasitelj ljudi ne može biti bilo koji čovjek, a niti nekakvo nebesko biće koje nema svoju ljudsku povijest, već samo Isus Krist, Sin Božji koji je postao čovjekom. Ova metoda odozgo može dovesti do ideologiziranja osobe Isusa Krista; moglo bi se zasjeniti povijesnu stvarnost i konkretnu osobu Isusa iz Nazareta (prisutna je i opasnost novog gnosticizma i monofizitizma).

### Kristologija odozdo (induktivna metoda)
Ova metoda javila se oko 1960. godine kao reakcija na preveliko naglašavanje Kristova božanstva u kristologiji (plod deduktivne metode). Smatra se da se za polazište treba uzeti povijesna osoba Isusa iz Nazareta, odnosno povijesna događanja koja se odnose na njega, onako kako ih donosi evanđelje. Ova metoda vodi se uzlaznom putanjom, od čovjeka prema Bogu i kaže da je jedini način govorenja o Bogu Isus Krist, odnosno čovještvo Isusa iz Nazareta. U njegovu čovještvu objavljuje se i njegovo božanstvo. Sve što se može znati o Bogu očitovano je djelima, riječima, ponašanjem i sudbinom Isusa iz Nazareta.
U ovoj metodi radi se, na temelju evanđeoske poruke, i o odgovorima na životne probleme što ih današnji svijet stavlja pred čovjeka. Metoda odozdo ne znači da Isusa Krista treba sveti na običnog čovjeka koji je uzor i model življenja. Kristologija odozdo ne znači apstrahiranje činjenica na kojima leži evanđelje – čovjek Isus iz Nazareta je od Boga, utjelovljeni Sin Božji i Bog po njemu djeluje u svijetu. Povijest Isusa Krista povijest je Boga s ljudima, i u toj povijesti očituje se i prepoznaje Bog koji se obraća ljudima.
Ove dvije metode su komplementarne i ako si se ispravno shvaća i koristi one se jedna u drugoj nalaze i uključuju jedna drugu. Nerazdvojive su jer Isus Krist je pravi Bog i pravi čovjek. U njegovu čovještvu očituje se njegovo božanstvo, u njegovu božanstvu vidi se njegovo čovještvo. Potrebno je gledati na njegovo božanstvo kako bi se prepoznalo čovještvo, i obrnuto.

### Kristologija iznutra
Kristologija iznutra metoda je unutar aktualne vjere Crkve u Isusa Krista. Radi se o mladoj metodološkoj opciji koja je još uvijek u razvoju. Prema njoj teološko razmišljanje mora svjesno polaziti od odnosa vjere s Isusom Kristom Spasiteljem, i to one vjere koju danas ispovijeda zajednica vjernika. U toj vjeri i Isusa Krista, koju Crkva danas živi i ispovijeda, već je sadržano ono o čemu govori induktivna i deduktivna kristologija, i to treba sada teološki i sustavno obraditi kako bi se danas usvojilo i posadašnjilo u određenim kontekstima i ambijentima. U prvom planu je perspektiva vjere Crkve u Isusa Krista.

## Povijesni izvori o Isusu iz Nazareta, Kristu[1]
Pitanje povijesnih izvora koji govore o Isusu važno je za kristologiju jer istraživanje koje želi biti i „povijesno“ mora voditi računa o vlastitim izvorima. Količina i kakvoća izvora opravdavaju samo povijesno istraživanje, pa i kad je riječ o osobi koja ima i natpovijesnu dimenziju.
Tijekom povijesti javljale su se razne teze koje su stavljale u sumnju ili nijekale povijesnu egzistenciju Isusa iz Nazareta. Danas one nemaju nikakvog uporišta kod ozbiljnih povjesničara, bili oni kršćani ili drugi. Postoje i izvankršćanski izvori koji govore o Isusu – oni nisu brojni, ali imaju određenu vrijednost i značenje.

### Izvan-kršćanski izvori o Isusu Kristu[1]
Ovi izvori dolaze iz antičkoga grčko-rimskog svijeta i iz židovstva, oni potvrđuju da je Isus stvarno živio u određenom vremenu i prostoru, a neki spominju i njegovu osudu i smrt na križu.
Židovski izvori su Talmud i Židovske starine. Babilonski Talmud donosi neke tekstove, za koje se čini da potječu iz 4. i 5. st., a koji govore o optužbama na račun Isusa i o njegovoj smrti na križu. Optužbe se tiču idolatrije, magije i zavođenja naroda. Ima još nekih naknadno umetnutih tekstova koji govore o Isusu kao sinu Pantere/Pandere (što je izokrenuto od grč. parthenos = djevica), kao da bi se radilo o sinu Marije i nekog rimskog vojnika.
Josip Flavije u svom djelu Židovske starine govori o velikom svećeniku Ananu koji sudi Jakovu i još nekima jer krše Zakon, zatim govori o još nekim incidentima koji su se dogodili u Palestini za vrijeme Poncija Pilata, a spominje Isusa, mudra čovjeka, koji je bio smatran Kristom (Mesijom).
Od starorimskih izvora imamo pisce: Tacita, Svetonija i Plinija Mlađega. Kornelije Tacit u svome djelu Anales (Ljetopisi)  spominje Isusa Krista kao utemeljitelja sekte kršćana, a koji je bio pogubljen od Poncija Pilata. Gaj Svetonije u djelu Dvanaest rimskih careva (De vita Caesarum) opisuje kako je car Klaudije naredio da se prognaju svi Židovi iz Rima, jer su neprestano dizali bunu zbog „buntovnika Krista“ (lat. „impulsore Chresto“). Njegov izvještaj poklapa se s Lukinim izvještajem u Dj 18,2, o progonu Židova iz Rima. Plinije Mlađi, carski legat, također spominje Isusa iz Nazareta, Krista, u svome djelu Pisma (Epistulae). On piše caru Trajanu i traži savjet kako postupati prema kršćanima kojima mora presuditi. Govori o tome kako oni preziru rimske bogove i odbijaju prinositi im žrtve, a da su inače to pošteni, čestiti i dobri ljudi, spremni i na mučeništvo za Krista kojeg slave kao Boga.

### Kršćanski izvori o Isusu Kristu[1]
Pavlove poslanice – uglavnom nastaju vezane uz određene prigode, radi se o pismima koje je apostol slao nekim zajednicama koje je sam utemeljio, kako bi ih uputio, te upotpunio evangelizaciju i katehezu koju je već ranije započeo. Iz njih se može izvući dosta povijesnih podataka o Isusu Kristu, koje je on saznao kad je, nakon obraćenja, proboravio više godina u raznim kršćanskim zajednicama čiji su članovi bili povezani s očevidcima Isusova života. Najviše se njegovi izvještaji tiču Isusove žrtve na križu i uskrsnuća.
Krajem 1. i u 2. st. javljaju se kršćanski apokrifi, spisi koji nisu ušli u kršćanski kanon svetih i nadahnutih knjiga. Njihov cilj bio je nadopuniti povijesni okvir evanđelja jednostavnim pučkim načinom, no to se ostvarivalo više kao pobožan poticaj kršćanima nego kao biografija. Iako je povijesna vrijednost apokrifa vrlo mala, često gotovo nikakva, nije zanemariva. Kaže J. Jeremias da nije nekorisno istraživati apokrife, jer oni potvrđuju važnost i vrijednost evanđelja.
Evanđelje doslovno znači radosna vijest, a odnosi se na Isusov navještaj kraljevstva Božjeg, ali i ja samu osobu Isusa, na njega samog i na njegovo djelovanje. Četiri evanđelja (po Mateju, Marku, Luki i Ivanu) sadrže najobilniju i najstariju dokumentaciju o Isusu iz Nazareta, Kristu. Ona opisuju njegovo djelovanje i navješćivanje, a posebno opisuju njegovu osudu i smrt na križu, nakon koje slijedi uskrsnuće. Ona polaze od postpashalne (postuskrsne) vjere u Isusa Krista, prvotni cilj im nije biografski, nego ona služe svjedočenju i navještaju vjere. No to ne znači da nemaju povijesnu podlogu, jer pisci paze na to da ostanu na povijesnoj podlozi i istini. Evanđelja u sebi sadrže niz povijesnih elemenata i moguće ih je povijesno istraživati.

#### Kriteriji za istraživanje sadržaja evanđelja, njihove povijesne utemeljenosti i autentičnosti[1]
Kriterij različitosti (diskontinuiteta) autentičnim izričajima smatra one koji se ne nalaze u biblijskoj tradiciji koja prethodi Isusu, niti u židovskom okružju njegova vremena, niti razmišljanju ili životu prvih kršćanskih zajednica. To su npr. Isusovo propovijedanje i shvaćanje kraljevstva Božjega, njegov odnos prema nekim odredbama Mojsijeva zakona, odnos prema učenicima, odnos prema Ocu… Pri upotrebi ovog kriterija važno je poznavati biblijsku tradiciju, židovstvo 1. stoljeća i situaciju prvih kršćanskih zajednica. No, ako se slijedi samo ovaj kriterij, javlja se opasnost da se Isusa izolira od njegovog židovskoga okružja i prve Crkve koja izvire iz njega. Zato je bitno koristiti i drugi kriterij, kriterij podudarnosti (kontinuiteta). Po tom kriteriju smatraju se vjerodostojnima izričaji koji se pripisuju Isusu, a podudaraju se s njegovim povijesno-kulturalnim okružjem. Isto tako, ono što je već pokazano kao povijesno autentično može jamčiti autentičnost podudarnih ili analognih dijelova evanđelja. To su npr. Isusovo obraćanje grešnicima – ono proizlazi iz njegovih riječi o oproštenju grijeha, koje su nam donesene u trima prispodobama o milosrđu, a iz toga slijedi da je autentična i njegova praksa opraštanja grijeha. Isto tako, ako je povijesno utemeljeno da je Isus govorio o prisutnosti kraljevstva Božjega, onda su autentične i prispodobe o tome kraljevstvu i stvarno je izgovorio „prvo blaženstvo“ prema kojem su blaženi „siromašni duhom jer njihovo je kraljevstvo nebesko“ (Mt 5,3). Također je povijesno prihvatljiv evanđeoski govor o Isusovim čudesima – jer su ta čuda svjedočanstvo prisutnosti kraljevstva Božjega. Treći kriterij je kriterij višestrukog svjedočenja, a prema njemu, autentično je ono o čemu svjedoči više različitih novozavjetnih tradicija. Ovaj kriterij se, primjerice, primjenjuje na govor o Isusovom milosrđu prema grešnicima – jer se taj govor susreće u svim evanđeljima, a isto je tako i s govorom o čudesima. Upotrebom ovih kriterija (a i drugih poput: kriterij zabune, princip dostatnog razloga, kriterij Isusova životnog stila, jezika i ponašanja) pri istraživanju evanđelja bibličari su mogli rekonstruirati globalnu sliku Isusova života. Došlo se je do zaključka da su podudarni Isus iz evanđelja i povijesni Isus, odnosno da evanđelisti i prva kršćanska zajednica nisu falsificirali ili deformirali Isusa iz Nazareta. No, ne može se napisati točan Isusov životopis jer nemamo neke sigurne činjenice o njemu, kao što su npr. točna godina rođenja i smrti, trajanje propovijedanja, popis učenika, karta putova kojima je prolazio… Te stvari u ono vrijeme nisu bile smatrane bitnima. Važno je da se može doprijeti do nekih sigurnih činjenica o osobi Isusa Krista, njegovoj poruci i djelovanju, i to je dostatno za opravdanost našega vjerovanja u njega.